# 이연경 (육상 선수)
이연경(1981년 4월 15일~)은 대한민국의 육상 선수이다. 

## 경력
울산시청 소속인 그는 2006년 도하 아시안 게임 여자 100m 허들에서 13초 23으로 한국 신기록을 세우며 동메달을 땄다.
이연경은 2004년 9월 부산국제육상대회에서 13초47을 기록, 1988년 방신혜가 세운 13초63의 한국 최고 기록을 16년 만에 바꿔놓으며 이름을 알렸다. 이후 2005년 4월 종별선수권에서 13초38, 5월 타이 오픈 육상경기선수권대회에서 13초36, 6월 전국육상선수권대회에서 13초33으로 신기록 행진을 이어가며 한국 여자 육상의 희망으로 떠올랐다.
2010년 광저우 아시안 게임 여자 100m 허들에서 금메달을 획득하였다.

## 한국 신기록
| 종목      | 기록    | 날짜         | 대회                                   | 장소             | 순위                 | 종전 기록            |
| --------- | ------- | ------------ | -------------------------------------- | ---------------- | -------------------- | -------------------- |
| 허들 100m | 13초 47 | 2004, 9, 24  | 부산국제육상대회                       | 1위              | 부산아시아드주경기장 | 방신혜(88년) 13초 63 |
| 허들 100m | 13초 38 | 2005, 4, 23  | 제34회 전국종별육상선수권대회 (일반부) | 광주월드컵경기장 | 1위                  | 이연경(04년) 13초 47 |
| 허들 100m | 13초 36 | 2005,5월 6일 | 타이 오픈 육상경기선수권대회           | 타이 방콕        | 2위                  | 이연경(05년) 13초 38 |
| 허들 100m | 13초 33 | 2005, 6, 3   | 제59회 전국육상선수권대회              | 대구월드컵경기장 | 1위                  | 이연경(05년) 13초 36 |
| 허들 100m | 13초 23 | 2006, 12, 3  | 도하 아시안 게임 (결승)                | 카타르, 도하     | 3위                  | 이연경(05년) 13초 33 |